# Augsburg-Rosenauviertel
Das Rosenauviertel ist ein Stadtteil der bayerischen Großstadt Augsburg. Es bildet zusammen mit dem angrenzenden Thelottviertel den Stadtbezirk Rosenau- und Thelottviertel, der wiederum Teil des Planungsraumes Pfersee ist.

## Lage
Im Osten wird das Rosenauviertel vom Augsburger Hauptbahnhof beziehungsweise dessen Gleisanlagen Richtung Norden begrenzt. Der Zugang zum Bahnhof und der Durchgang zur Innenstadt wird durch zwei große Tunnel ermöglicht, welche die Bahngleise unterqueren. Die Westgrenze zu den Stadtbezirken Pfersee–Nord und Pfersee–Süd bildet die Wertach.

## Herkunft des Namens
„Rosenau“ ist ein Flurname in Augsburg, abgeleitet von den „Rössen“, ehemaligen Wasserarmen der Wertach. „Au“ (auch „Flussaue“) bezeichnet eine vom wechselnden Hoch- und Niedrigwasser geprägte Niederung entlang eines Baches oder Flusses. Auch das neben der Wertach gelegene Rosenaustadion hat daher seinen Namen.